# COP8
O COP8 é um microcontrolador de 8 bits de propósito geral criado pela National Semiconductor com núcleo CISC, cujas principais características são:
- Grande quantidade de pinos I/O.
- Abundância de memória Flash ou ROM para código fonte e dados (até 32 KB).
- Muito baixo EMI.
- Muitos periféricos integrados.
- In-System Programming
- Toolchain assembler livre. Compiladores C comerciais disponíveis.

Tem um ciclo de clock de até 2M ciclos por segundo, mas a maioria das versões parecem ser overclockable de até 2,8 M de ciclos por segundo (28 MHz de clock).

## Registos e Mapa de Memória
A COP8 possuem instrução e dados em espaços separados (arquitetura Harvard). Espaço endereço de instrução é de 15 bits (32 KiB máximo), enquanto os endereços de dados são 8 bits (256 bytes máximo, estendidos através do banco de comutação).

## Memória  de programação
COP8 FLASH:Possui memoria flash 32k, 20MHz (0.5us ciclo) com fornecimento de energia de 2.7-5.5v.
COP8 OTP (One Time Program):Um sistema completo em um chip operam a uma faixa de 2.7V-5,57. Memoria ROM. 
COP8 ROM: Operam a 4 MHz com alimentação de 2.5v-5.5v.